# Louis Aliot
Louis Aliot (Toulouse, 4 de septiembre de 1969) es un político francés, alcalde de Perpiñán  desde 2020.

## Biografía
Es hijo de una pied-noir (europeos que tuvieron que abandonar Argelia tras su independencia) de origen español. Fue diputado por los Pirineos Orientales en la Asamblea Nacional. Su familia por parte materna es originaria de Vergel, en Alicante. En 2005, fue nombrado secretario general del Frente Nacional.
Fue concejal de la ciudad de Perpiñán. En 2014 fue elegido miembro del Parlamento Europeo.